# Плавання на літніх Олімпійських іграх 1968
Змагання з плавання на літніх Олімпійських іграх 1968 у Мехіко тривали з 17 до 26 жовтня в Олімпійському басейні імені Франсіско Маркеса. Програма змагань складалася з рекордних 29-ти дисциплін. Змагалося 468 спортсменів з 51-єї країни.  Збірна США домінувала на цих змаганнях, здобувши 52 з 87-ми можливих медалей. 15-літня Деббі Меєр з Мериленду виборола три золоті нагороди.

## Дисципліни
Розіграно медалі в 29-ти дисциплінах (порівняно з 18 на попередній Олімпіаді): 15 серед чоловіків і 14 серед жінок (усі змагання були на довгій воді, дистанції вказано в метрах):
- Вільний стиль: 50, 100, 200, 400, 800 (жінки) і 1500 (чоловіки);
- Плавання на спині: 100 і 200;
- Брас: 100 і 200;
- Батерфляй: 100 і 200;
- Індивідуальне комплексне плавання: 200 і 400;
- Естафети: 4×100 вільним стилем, 4×200 вільним стилем (чоловіки) і 4×100 комплексом.

## Країни-учасниці
Змагалося 468 плавців та плавчинь з 51-єї країни.
- Аргентина  (8)
- Австралія  (24)
- Австрія  (3)
- Барбадос  (1)
- Бельгія  (6)
- Бразилія  (4)
- Болгарія  (3)
- Канада  (15)
- Олімпійський комітет Росії  (4)
- Колумбія  (9)
- Коста-Рика  (1)
- Куба  (3)
- Чехословаччина  (1)
- Данія  (3)
- НДР  (24)
- Еквадор  (3)
- Сальвадор  (14)
- Фінляндія  (3)
- Франція  (16)
- Велика Британія  (24)
- Гватемала  (3)
- Гонконг  (3)
- Угорщина  (14)
- Ісландія  (4)
- Ірландія  (4)
- Ізраїль  (6)
- Італія  (10)
- Ямайка  (1)
- Японія  (20)
- Ліван  (1)
- Люксембург  (1)
- Мексика  (27)
- Нідерланди  (17)
- Нова Зеландія  (4)
- Норвегія  (1)
- Перу  (3)
- Філіппіни  (7)
- Польща  (4)
- Пуерто-Рико  (9)
- Румунія  (2)
- Південна Корея  (1)
- СРСР  (31)
- Іспанія  (13)
- Швеція  (16)
- Швейцарія  (4)
- Тринідад і Тобаго  (1)
- США  (52)
- Уругвай  (5)
- В'єтнам  (2)
- ФРН  (27)
- Югославія  (6)

## Таблиця медалей
| Місце               | Країна              | Золото | Срібло | Бронза | Загалом |
| ------------------- | ------------------- | ------ | ------ | ------ | ------- |
| 1                   | США                 | 21     | 15     | 16     | 52      |
| 2                   | Австралія           | 3      | 2      | 3      | 8       |
| 3                   | НДР                 | 2      | 3      | 1      | 6       |
| 4                   | Югославія           | 1      | 1      | 0      | 2       |
| 5                   | Мексика             | 1      | 0      | 1      | 2       |
| 6                   | Нідерланди          | 1      | 0      | 0      | 1       |
| 7                   | СРСР                | 0      | 4      | 4      | 8       |
| 8                   | Канада              | 0      | 3      | 1      | 4       |
| 9                   | Велика Британія     | 0      | 1      | 0      | 1       |
| 10                  | Західна Німеччина   | 0      | 0      | 2      | 2       |
| 11                  | Франція             | 0      | 0      | 1      | 1       |
| Загалом (11 збірна) | Загалом (11 збірна) | 29     | 29     | 29     | 87      |

## Медальний залік

### Чоловіки
| Дисципліни                      | Золото                                                      | Золото     | Срібло                                                                      | Срібло  | Бронза                                                                        | Бронза  |
| ------------------------------- | ----------------------------------------------------------- | ---------- | --------------------------------------------------------------------------- | ------- | ----------------------------------------------------------------------------- | ------- |
| 100 м вільним стилем            | Майкл Венден (AUS)                                          | 52.2 WR    | Кен Волш (USA)                                                              | 52.8    | Марк Шпіц (USA)                                                               | 53.0    |
| 200 м вільним стилем            | Майкл Венден (AUS)                                          | 1:55.2 OR  | Дон Сколландер (USA)                                                        | 1:55.8  | Джон Нелсон (USA)                                                             | 1:58.1  |
| 400 м вільним стилем            | Майк Бертон (USA)                                           | 4:09.0 OR  | Ралф Гаттон (CAN)                                                           | 4:11.7  | Ален Москоні (FRA)                                                            | 4:13.3  |
| 1500 м вільним стилем           | Майк Бертон (USA)                                           | 16:38.9 OR | Джон Кінселла (USA)                                                         | 16:57.3 | Ґреґ Браф (AUS)                                                               | 17:04.7 |
| 100 м на спині                  | Роланд Маттес (GDR)                                         | 58.7 OR    | Чарлі Гіккокс (USA)                                                         | 1:00.2  | Ронні Міллс (USA)                                                             | 1:00.5  |
| 200 м на спині                  | Роланд Маттес (GDR)                                         | 2:09.6 OR  | Мітч Айві (USA)                                                             | 2:10.6  | Джек Горслі (USA)                                                             | 2:10.9  |
| 100 м брасом                    | Дон Маккензі (USA)                                          | 1:07.7 OR  | Володимир Косинський (URS)                                                  | 1:08.0  | Микола Панкін (URS)                                                           | 1:08.0  |
| 200 м брасом                    | Феліпе Муньйос (MEX)                                        | 2:28.7     | Володимир Косинський (URS)                                                  | 2:29.2  | Браян Джоб (USA)                                                              | 2:29.9  |
| 100 м батерфляєм                | Даґ Расселл (USA)                                           | 55.9 OR    | Марк Шпіц (USA)                                                             | 56.4    | Росс Вейлз (USA)                                                              | 57.2    |
| 200 м батерфляєм                | Карл Робі (USA)                                             | 2:08.7     | Мартін Вудрофф (GBR)                                                        | 2:09.0  | Джон Ферріс (USA)                                                             | 2:09.3  |
| 200 м комплексом                | Чарлі Гіккокс (USA)                                         | 2:12.0 OR  | Ґреґ Бекінгем (USA)                                                         | 2:13.0  | Джон Ферріс (USA)                                                             | 2:13.3  |
| 400 м комплексом                | Чарлі Гіккокс (USA)                                         | 4:48.4     | Ґері Голл-старший (USA)                                                     | 4:48.7  | Міхаель Michael Гольтгаус (FRG)                                               | 4:51.4  |
| Естафета 4×100 м вільним стилем | США (USA) Зак Зорн Стівен Реріх Кен Волш Марк Шпіц          | 3:31.7 WR  | СРСР (URS) Георгій Куликов Віктор Мазанов Семен Беліц-Гейман Леонід Ільїчов | 3:34.2  | Австралія (AUS) Ґреґ Роджерс Роберт К'юзек Боб Віндл Майкл Венден             | 3:34.7  |
| Естафета 4×200 м вільним стилем | США (USA) Джон Нелсон Стівен Реріх Марк Шпіц Дон Сколландер | 7:52.3     | Австралія (AUS) Ґреґ Роджерс Ґрем Вайт Боб Віндл Майкл Венден               | 7:53.7  | СРСР (URS) Володимир Буре Семен Беліц-Гейман Георгій Куликов Леонід Ільїчов   | 8:01.6  |
| Естафета 4×100 м комплексом     | США (USA) Чарлі Гіккокс Дон Маккензі Даґ Расселл Кен Волш   | 3:54.9 WR  | НДР (GDR) Роланд Маттес Еґон Геннінґер Горст-Ґюнтер Ґреґор Франк Віґанд     | 3:57.5  | СРСР (URS) Юрій Громак Володимир Немшилов Володимир Косинський Леонід Ільїчов | 4:00.7  |

### Жінки
| Дисципліни                      | Золото                                                             | Золото    | Срібло                                                                    | Срібло | Бронза                                                                | Бронза |
| ------------------------------- | ------------------------------------------------------------------ | --------- | ------------------------------------------------------------------------- | ------ | --------------------------------------------------------------------- | ------ |
| 100 м вільним стилем            | Джан Генне (USA)                                                   | 1:00.0    | Сьюзен Педерсен (USA)                                                     | 1:00.3 | Лінда Ґуставсон (USA)                                                 | 1:00.3 |
| 200 м вільним стилем            | Деббі Меєр (USA)                                                   | 2:10.5 OR | Джан Генне (USA)                                                          | 2:11.0 | Джейн Баркмен (USA)                                                   | 2:11.2 |
| 400 м вільним стилем            | Деббі Меєр (USA)                                                   | 4:31.8 OR | Лінда Ґуставсон (USA)                                                     | 4:35.5 | Керен Морас (AUS)                                                     | 4:37.0 |
| 800 м вільним стилем            | Деббі Меєр (USA)                                                   | 9:24.0 OR | Пем Крюз (USA)                                                            | 9:35.7 | Марія Тереса Рамірес (MEX)                                            | 9:38.5 |
| 100 м на спині                  | Кей Голл (USA)                                                     | 1:06.2 WR | Елен Таннер (CAN)                                                         | 1:06.7 | Джейн Сваджерті (USA)                                                 | 1:08.1 |
| 200 м на спині                  | Лілліан Вотсон (USA)                                               | 2:24.8 OR | Елен Таннер (CAN)                                                         | 2:27.4 | Кей Голл (USA)                                                        | 2:28.9 |
| 100 м брасом                    | Джурджиця Б'єдов (YUG)                                             | 1:15.8 OR | Галина Прозуменщикова (URS)                                               | 1:15.9 | Шерон Вічмен (USA)                                                    | 1:16.1 |
| 200 м брасом                    | Шерон Вічмен (USA)                                                 | 2:44.4 OR | Джурджиця Б'єдов (YUG)                                                    | 2:46.4 | Галина Прозуменщикова (URS)                                           | 2:47.0 |
| 100 м батерфляєм                | Лін Макклементс (AUS)                                              | 1:05.5    | Еллі Денієл (USA)                                                         | 1:05.8 | Сьюзен Шілдс (USA)                                                    | 1:06.2 |
| 200 м батерфляєм                | Ада Кок (NED)                                                      | 2:24.7 OR | Гельґа Лінднер (GDR)                                                      | 2:24.8 | Еллі Денієл (USA)                                                     | 2:25.9 |
| 200 м комплексом                | Клаудія Колб (USA)                                                 | 2:24.7 OR | Сьюзен Педерсен (USA)                                                     | 2:28.8 | Джан Генне (USA)                                                      | 2:31.4 |
| 400 м комплексом                | Клаудія Колб (USA)                                                 | 5:08.5 OR | Лінн Відалі (USA)                                                         | 5:22.2 | Забіне Штайнбах (GDR)                                                 | 5:25.3 |
| Естафета 4×100 м вільним стилем | США (USA) Джейн Баркмен Лінда Ґуставсон Сьюзен Педерсен Джан Генне | 4:02.5 OR | НДР (GDR) Ґабріеле Вецко Росвіта Краузе Ута Шмук Мартіна Ґрюнерт          | 4:05.7 | Канада (CAN) Анджела Кафлен Мерілін Корсон Елен Таннер Меріон Лей     | 4:07.2 |
| Естафета 4×100 м комплексом     | США (USA) Кей Голл Кеті Болл Еллі Денієл Сьюзен Педерсен           | 4:28.3 OR | Австралія (AUS) Лінн Вотсон Джуді Плейфер Лін Макклементс Дженет Стейнбек | 4:30.0 | ФРН (FRG) Анґеліка Краус Ута Фромматер Гайке Густеде Гайдемарі Райнек | 4:36.4 |

## Галерея медалістів
Деякі олімпійські медалісти Мехіко:

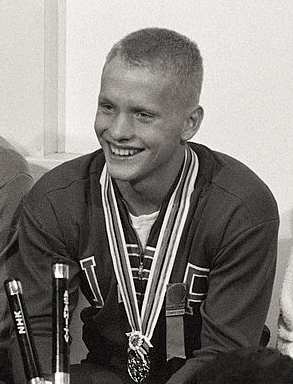
Дон Сколландер, переможець в естафеті 4×200 метрів вільним стилем.
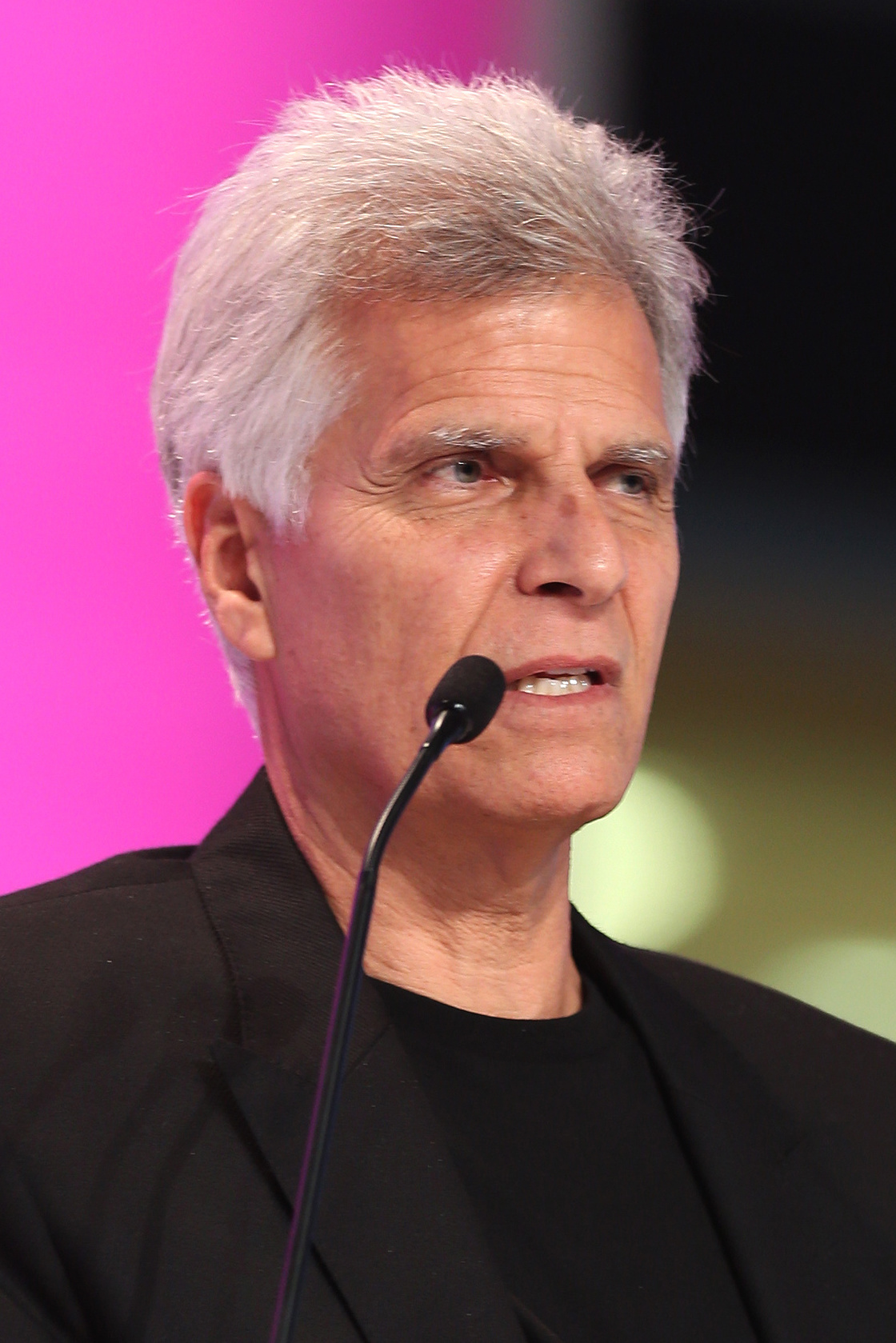
Марк Шпіц, переможець в естафетах 4×100 і 4×200 метрів вільним стилем.
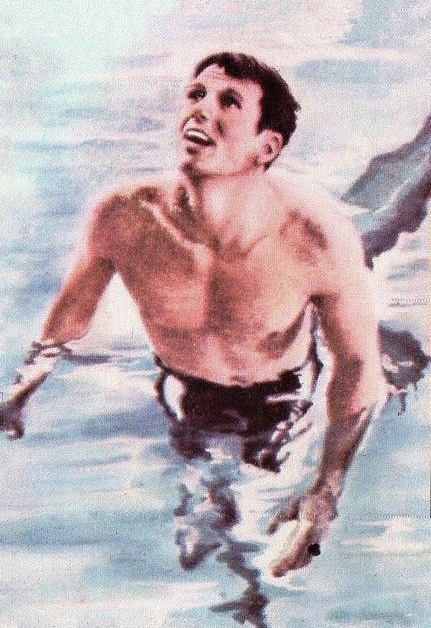
Майк Бертон, переможець на дистанціях 400 і 1500 метрів вільним стилем.
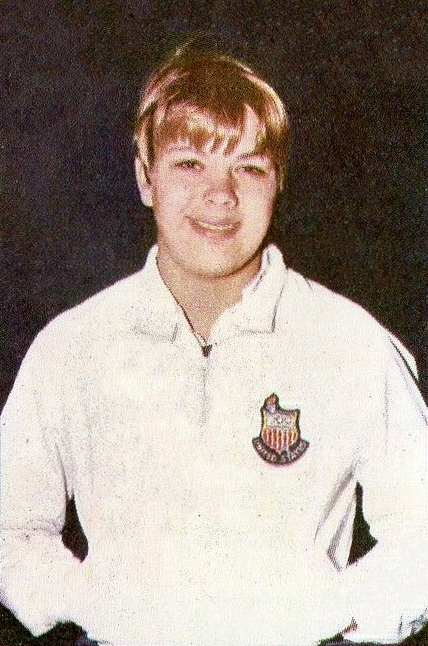
Деббі Меєр, переможниця на дистанціях 200, 400 і 800 метрів вільним стилем.
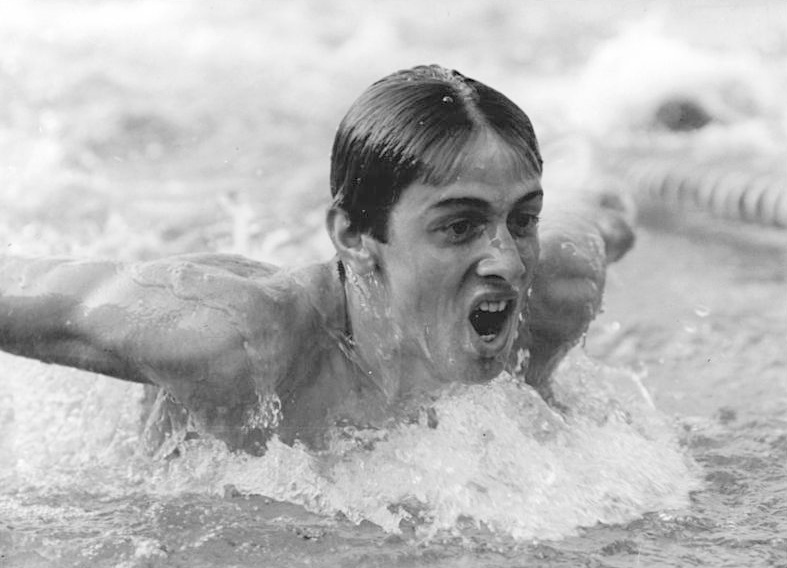
Роланд Маттес, переможець на дистанціях 100 і 200 метрів на спині.
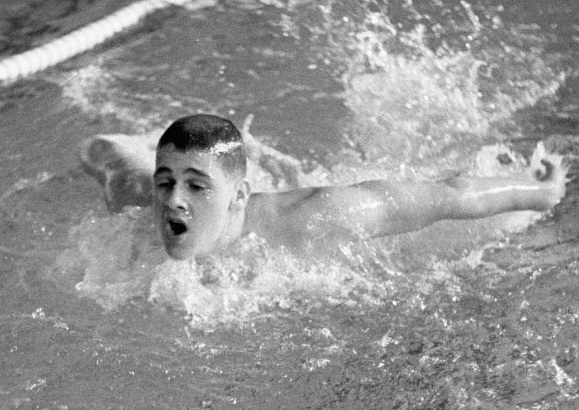
Карл Робі, переможець на дистанції 200 метрів батерфляєм.
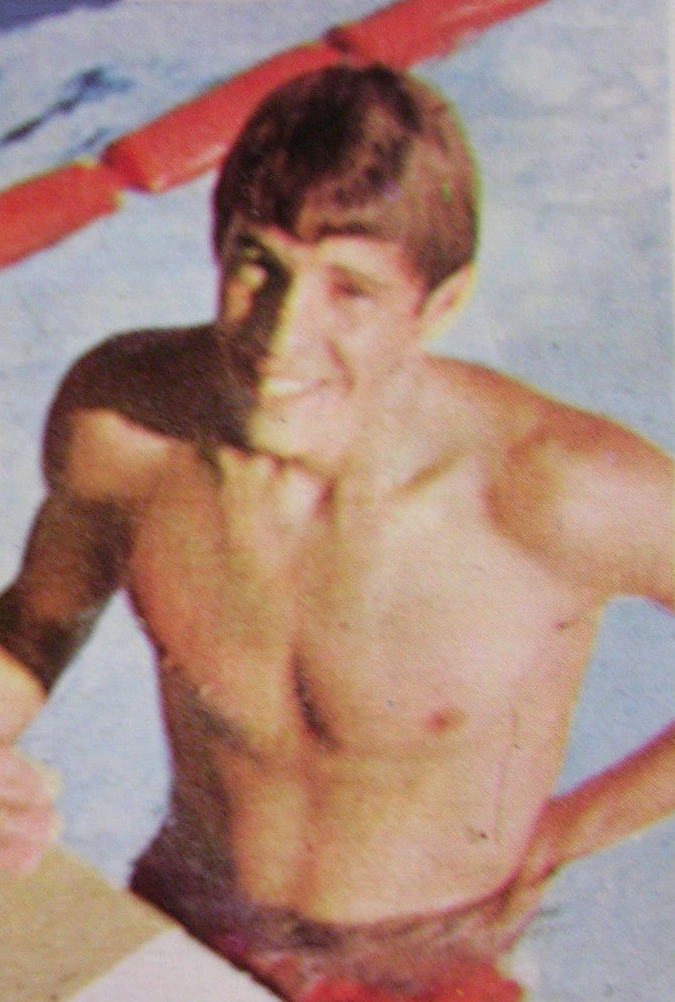
Чарлі Гіккокс, переможець на дистанціях 200 і 400 метрів комплексом.
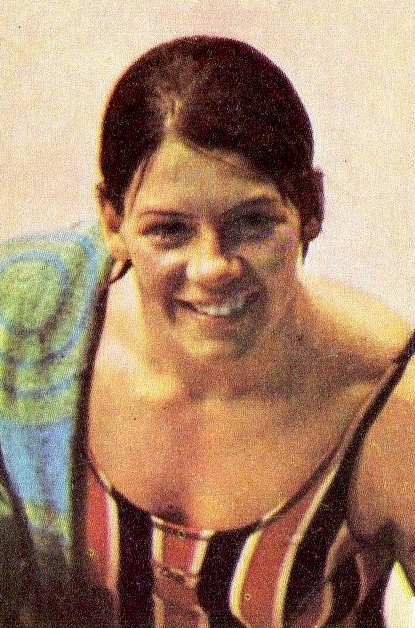
Клаудія Колб, переможниця на дистанціях 200 і 400 метрів комплексом.
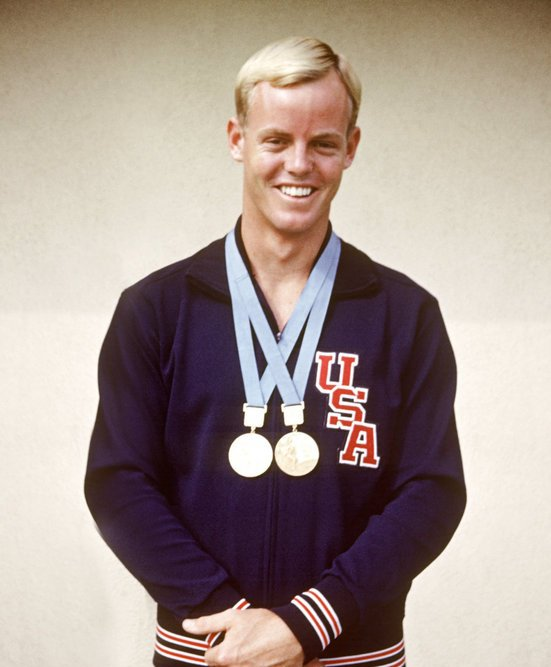
Дон Маккензі, переможець на дистанції 100 метрів брасом, а також в естафеті 4×100 метрів комплексом.